# Américain impekable
Pour plus de détails, voir Fiche technique et Distribution.
Américain impekable (American Perfekt) est un film américain réalisé par Paul Chart, sorti en 1997.

## Synopsis
Jake (prononcez comme "Jack") est psychiatre. En route pour l'Utah, il décide, le temps du voyage, de suivre ses pulsions, juste pour se tester : est-il capable tuer quelqu'un ? de faire le mal ? de se laisser aveuglément guider par le hasard - le fameux jeu du pile ou face ? À force, il finit par devenir un véritable psychopathe… Deux femmes croisent sa route (c'est le cas de le dire : des centaines de kilomètres d'autoroute dans le désert sur tout le film !) : Sandra, puis Alice, toutes les deux sœurs. Pour les deux, l'horreur commence - si ce n'est pas la mort...

## Fiche technique
- Titre : Américain impekable
- Titre original : American Perfekt
- Réalisation : Paul Chart
- Scénario : Paul Chart
- Photographie : William Wages
- Montage : Michael Ruscio
- Musique : Simon Boswell
- Producteur : Irvin Kershner, Avi Lerner Dawn Handler, Elie Samaha, Andrew Schuth
- Sociétés de production : Destiny Entertainment, Nu Image Films
- Pays d'origine :  États-Unis
- Langue : Anglais
- Format ; Couleur
- Genre : Policier, drame, thriller et road movie
- Durée : 96 minutes
- Dates de sortie :
  -  France : mai 1997 (Festival de Cannes)
  -  Allemagne : 6 septembre 1997 (Festival international du film d'Oldenbourg)
  -  Singapour : 11 septembre 1997
  -  Canada : 20 mars 1998
  -  Royaume-Uni : 11 juin 1999

## Distribution
- Fairuza Balk : Alice
- Robert Forster : Jake
- Amanda Plummer : Sandra
- David Thewlis : Santini
- Geoffrey Lewis
- Chris Sarandon
- Joanna Gleason

## Commentaires
- Ce film est interdit aux moins de 12 ans.
- Le slogan du film est : « La route de l'enfer est pavée de bonnes intentions. »
- La même phrase revient dans tout le film : « On va tirer à pile ou face. »
- L'histoire du film se déroule sur deux jours.
- On note une ressemblance avec le film Psychose, d'Alfred Hitchcock... Dans Psychose, l'héroïne (Marion) disparaît vers les 50 minutes du film et est remplacée par sa sœur (Véra). Et dans American Perfekt, l'héroïne (Sandra) disparaît vers les 50 minutes du film et est remplacée par sa sœur (Alice).